# NeneNone
NeneNone（ねねのね）は、日本の女性歌手。2020年、そのうちやる音（そのうちやるね）から改名。また、女性アイドルグループ・Leo-Wonderのメンバー・neneとしても活動。北海道釧路市出身。

## 略歴
2016年8月から活動を始める。
四ヶ月でワンマンを開催、その後も多数のライブに出演しつつワンマンも開催し成長を続けている。
2020年5月22日、NeneNoneに改名。翌5月23日にはLeo-Wonderのneneとして活動することも発表された。

## 人物・エピソード
- そのうちやる男（お）と間違えられムカつく[3]
- おにぎりは箸で食べる[4]
- 父、母、弟が70キロオーバーで太りやすい体質[5]
- たまにカフェに入り周りの会話を聞くのが好き[6]

## ディスコグラフィ

### シングル
| 枚  | リリース日     | タイトル                   | 規格品番  |
| --- | -------------- | -------------------------- | --------- |
| 1st | 2018年10月24日 | 呼吸                       | YRND-0003 |
| 2nd | 2019年2月13日  | 走り出せ凡人               | YRND-0004 |
| 3rd | 2019年3月20日  | 血痕願望                   | YRND-0005 |
| 4th | 2019年4月24日  | アイドルゴシップマスターズ | YRND-0006 |
| 5th | 2019年5月29日  | ひとりごと                 | YRND-0007 |

### アルバム
| 枚  | リリース日    | タイトル         | 規格品番   |
| --- | ------------- | ---------------- | ---------- |
| 1st | 2017年3月8日  | 逆に、しろすぎる | YRND-0001  |
| 2nd | 2017年9月13日 | もはや、謎すぎる | YRND-0002  |
| 3rd | 2019年9月4日  | 色々、ありすぎる | DDCB-14066 |

### 参加作品
2016年10月26日 VERTHDAYⅡ 「やる音さん、就寝刑です」

## ライブ

### ワンマン
- 2016年12月17日 - みきりはっしゃ 下北沢ろくでもない夜
- 2017年
  - 3月15日 - 醤油の発注多い、守ってあげたい 下北沢Club QUE
  - 10月13日 - ワンがマンすぎる 新宿WildSideTokyo

### イベント
- 2016年
  - 8月21日 Musiclogist 多摩川中央公園
  - 8月24日 Whiteboard Jungle 下北沢CLUB251
  - 9月1日 ZANSHOW 2016 新宿Marble
  - 9月7日 folky bread vol.5 新宿SAMURAI
  - 9月28日 第二回すうぃエモ 新宿ロフト
  - 10月14日 girls from nanairo-life 下北沢CLUB251
  - 10月24日 うたうたいのパラドックスvol.1 渋谷DESEO mini
  - 11月16日 town light 下北沢Club QUE
  - 11月29日 YOYOGI VERTHDAY ザーザズー代々木/ミューズ音楽院
- 2017年
  - 1月27日 原口雄介のオススメアーティスト 下北沢ろくでもない夜
  - 2月28日 衣食住音vol.17 渋谷CRAWL
  - 3月1日 加藤さんの誕生日を全力で祝う渋谷DESEO mini
  - 4月1日 レコ発インストアライブ タワーレコード渋谷店
  - 4月5日 Be Free!!!! 下北沢LIVE HOLIC
  - 4月29日 24回目の羽化 新宿紅布
  - 6月7日 Meet The Girls Beat！ 青山月見ル君想フ
  - 6月24日 バーミーフェスvol.2 新宿motion
  - 7月12日 HARE NOBA vol.12 青山月見ル君想フ
  - 7月19日 下北沢モナレコード
  - 8月2日 水上どうでしょうvol.1 下北沢SHELTER
  - 8月4日 ライブハウス盛り上げ隊〜渋谷編〜 渋谷gee-ge
  - 8月15日 ヒッピハッピシェイク-ガールズ・ガールズ・アタック 新宿紅布
  - 8月23日 売れる前から知ってたしvol.1 新宿シアターミラクル
  - 9月8日 The Perfect☆Kiss 代々木Zher the zoo
  - 9月22日 バカの日 下北沢ろくでもない夜
  - 10月7日 レコ発インストアライブ タワーレコード渋谷店
  - 10月12日 茜ナイト 上野音横丁
  - 10月17日 出鱈目的定期演奏会vol.6 新宿LOFT BAR
  - 10月30日 下北沢CLUB251
  - 11月25日 レコ発インストアライブ タワーレコード横浜ビブレ店
  - 12月7日 alternative popularity 六本木VARIT
  - 12月13日 俺達は忘れない！忘年会絵巻 下北沢Club QUE
- 2018年
  - 1月29日 Music Symposium Zepp TOKYO
  - 3月1日 ジャスティスビーバーの誕生日を祝う 渋谷DESEO mini
  - 3月16日 ヒッピハッピシェイク-ダイナマイト3マンSP- 新宿紅布
  - 6月2日 サカエスプリング2018 名古屋スクールオブミュージック&ダンス
  - 7月8日 NON’FICTION 大塚MEETS
  - 7月19日 SAMURAI GIRLS 2018 渋谷GUILTY
  - 8月5日 第46回昭島市民くじら祭 昭和公園
  - 8月28日 Girly☆Room 新宿WildSideTokyo
  - 9月1日  下北沢Laguna

## メディア

### ネット番組
- 2016年9月20日 - 今夜はアナタの番組
- 2017年1月17日 - ぐるぐるナイトフィーバー